# Erste Bank Open
Az Erste Bank Open minden év októberében megrendezett tenisztorna férfiak számára Bécsben.
Az ATP 250 Series tornák közé tartozik, összdíjazása 650 000 €. A versenyen 32 versenyző vehet részt. 
A mérkőzéseket kemény borítású, fedett pályákon játsszák, 1974 óta.

## Győztesek

### Egyéni
| Év   | Győztes               | Ellenfél a döntőben   | Eredmény a döntőben           |
| 2022 | Daniil Medvedev       | Denis Shapovalov      | 4-6, 6-3, 6-2                 |
| 2021 | Alexander Zverev      | Frances Tiafoe        | 7-5, 6-4                      |
| 2020 | Andrey Rublev         | Lorenzo Sonego        | 6-4, 6-4                      |
| 2019 | Dominic Thiem         | Diego Schwartzman     | 3-6, 6-4, 6-3                 |
| 2018 | Kevin Anderson        | Kei Nishikori         | 6-3, 7-6 (3)                  |
| 2017 | Lucas Pouille         | Jo-Wilfried Tsonga    | 6-1, 6-4                      |
| 2016 | Andy Murray           | Jo-Wilfried Tsonga    | 6-3, 7-6 (6)                  |
| 2015 | David Ferrer          | Steve Johnson         | 4-6, 6-4, 7-5                 |
| 2014 | Andy Murray           | David Ferrer          | 5-7, 6-2, 7-5                 |
| ---- | --------------------- | --------------------- | ----------------------------- |
| 2013 | Tommy Haas            | Robin Haase           | 6–3, 4–6, 6–4                 |
| 2012 | Juan Martín del Potro | Grega Zemlja          | 7–5, 6–3                      |
| 2011 | Jo-Wilfried Tsonga    | Juan Martín del Potro | 6–7(5), 6–3, 6–4              |
| 2010 | Jürgen Melzer         | Andreas Haider-Maurer | 6–7(10), 7–6(4), 6–4          |
| 2009 | Jürgen Melzer         | Marin Čilić           | 6–4, 6–3                      |
| 2008 | Philipp Petzschner    | Gael Monfils          | 6–4, 6–4                      |
| 2007 | Novak Đoković         | Stanislas Wawrinka    | 6–4, 6–0                      |
| 2006 | Ivan Ljubičić         | Fernando González     | 6–3, 6–4, 7–5                 |
| 2005 | Ivan Ljubičić         | Juan Carlos Ferrero   | 6–2, 6–4, 7–6 (7)             |
| 2004 | Feliciano López       | Guillermo Cañas       | 6–4, 1–6, 7–5, 3–6, 7–5       |
| 2003 | Roger Federer         | Carlos Moyà           | 6–3, 6–3, 6–3                 |
| 2002 | Roger Federer         | Jiří Novák            | 6–4, 6–1, 3–6, 6–4            |
| 2001 | Tommy Haas            | Guillermo Cañas       | 6–2, 7–6(8), 6–4              |
| 2000 | Tim Henman            | Tommy Haas            | 6–4, 6–4, 6–4                 |
| 1999 | Greg Rusedski         | Nicolas Kiefer        | 6–7(7), 2–6, 6–3, 7–5, 6–4    |
| 1998 | Pete Sampras          | Karol Kučera          | 6–3, 7–6(3), 6–1              |
| 1997 | Goran Ivanišević      | Greg Rusedski         | 3–6, 6–7(4), 7–6(7), 6–2, 6–3 |
| 1996 | Boris Becker          | Jan Siemerink         | 6–4, 6–7(7), 6–2, 6–3         |
| 1995 | Filip Dewulf          | Thomas Muster         | 7–5, 6–2, 1–6, 7–5            |
| 1994 | Andre Agassi          | Michael Stich         | 7–6(4), 4–6, 6–2, 6–3         |
| 1993 | Goran Ivanišević      | Thomas Muster         | 4–6, 6–4, 6–4, 7–6(3)         |
| 1992 | Petr Korda            | Gianluca Pozzi        | 6–3, 6–2, 5–7, 6–1            |
| 1991 | Michael Stich         | Jan Siemerink         | 6–4, 6–4, 6–4                 |
| 1990 | Anders Järryd         | Horst Skoff           | 6–3, 6–3, 6–1                 |
| 1989 | Paul Annacone         | Kelly Evernden        | 6–7, 6–4, 6–1, 2–6, 6–3       |
| 1988 | Horst Skoff           | Thomas Muster         | 4–6, 6–3, 6–4, 6–2            |
| 1987 | Jonas Svensson        | Amos Mansdorf         | 1–6, 1–6, 6–2, 6–3, 7–5       |
| 1986 | Brad Gilbert          | Karel Nováček         | 3–6, 6–3, 7–5, 6–0            |
| 1985 | Jan Gunnarsson        | Libor Pimek           | 6–7, 6–2, 6–4, 1–6, 7–5       |
| 1984 | Tim Wilkison          | Pavel Složil          | 6–1, 6–1, 6–2                 |
| 1983 | Brian Gottfried       | Mel Purcell           | 6–2, 6–3, 7–5                 |
| 1982 | Brian Gottfried       | Bill Scanlon          | 6–1, 6–4, 6–0                 |
| 1981 | Ivan Lendl            | Brian Gottfried       | 1–6, 6–0, 6–1, 6–2            |
| 1980 | Brian Gottfried       | Trey Waltke           | 6–2, 6–4, 6–3                 |
| 1979 | Stan Smith            | Wojtek Fibak          | 6–4, 6–0, 6–2                 |
| 1978 | Stan Smith            | Taróczy Balázs        | 4–6, 7–6, 7–6, 6–3            |
| 1977 | Brian Gottfried       | Wojtek Fibak          | 6–1, 6–1                      |
| 1976 | Wojtek Fibak          | Raúl Ramírez          | 6–7, 6–3, 6–4, 2–6, 6–1       |
| 1974 | Vitas Gerulaitis      | Andrew Pattison       | 6–4, 3–6, 6–3, 6–2            |

### Páros
| Év   | Győztes                         | Ellenfél a döntőben                    | Eredmény a döntőben |
| ---- | ------------------------------- | -------------------------------------- | ------------------- |
| 2013 | Florin Mergea / Lukas Rosol     | Julian Knowle / Daniel Nestor          | 6–3, 4–6, 6–4       |
| 2012 | Andre Begemann / Martin Emmrich | Julian Knowle / Filip Polasek          | 6–4, 3–6, 10–4      |
| 2011 | Bob Bryan / Mike Bryan          | Max Mirnyi / Daniel Nestor             | 7–6(10), 6–3        |
| 2010 | Daniel Nestor / Nenad Zimonjic  | Mariusz Fyrstenberg / Marcin Matkowski | 7–5, 3–6, 10–5      |